# 神秘珍々ニコニコ園
神秘珍々ニコニコ園（しんぴちんちんにこにこえん、以下ニコニコ園）とは、埼玉県東松山市早俣に存在したテーマパークである。正式名称は、「神秘珍々ニコニコアハハ園」、サブタイトルは「老若男女憩いの場」。

## 概要
園長は自宅の敷地内にニコニコ園を開設していた。園内には園長自らが製作した木彫りの像が多数展示されていた。また、像に関する解説が設置されていたが、多くの説明には「ウフフ」や「アハハ」などの笑い声が書かれており、独自の雰囲気を醸し出していた。
2004年（平成16年）1月、園長の死去に伴い閉園。本テーマパークの園長は東松山遊園地の経営者でもあった。
跡地は2018年現在、太陽光発電所となっている。

## メディアへの露出
「世界超偉人伝説」で取り上げられていた。その時は「神秘珍々ニコニコアハハ園」と紹介されていた。
未確認飛行バラエティQ99IIで、園長自らフルネームは「神秘珍々ニコニコアハハ園」であると発言している。

## 関連文献
- 逢阪まさよし+DEEP案内編集部『「東京DEEP案内」が選ぶ 首都圏住みたくない街』駒草出版、2017年6月15日。ISBN 978-4905447825。